# Pineus floccus
Pineus floccus är en insektsart som först beskrevs av Patch 1909.  Pineus floccus ingår i släktet Pineus och familjen barrlöss. Inga underarter finns listade i Catalogue of Life.